# کای بلوم
کای بلوم ورزشکار زن رشتهٔ قایق‌رانی اهل آلمان است. وی در بین سال‌های ‎۱۹۸۸ تا ۱۹۹۶ میلادی در مسابقات بازی‌های المپیک تابستانی در مجموع ۵ مدال، شامل ۳ مدال طلا و ۱ نقره و ۱ برنز را کسب کرد.